# Lawrence Wong
Lawrence Wong Shyun Tsai (18 de dezembro de 1972) é um político, economista que atua como primeiro-ministro de Singapura desde maio de 2024, sendo também Ministro das Finanças desde 2021. É membro do Parlamento (MP), representando a divisão Limbang do Marsiling – Yew Tee GRC desde 2015, e anteriormente a divisão Boon Lay do West Coast GRC entre 2011 e 2015.

## Vida
Antes de entrar na política, Wong trabalhou no Ministério do Comércio e Indústria (MTI), no Ministério das Finanças (MOF) e no Ministério da Saúde (MS). Ele foi secretário privado principal do primeiro-ministro Lee Hsien Loong entre 2005 e 2008. Ele também atuou como diretor executivo (CEO) da Autoridade do Mercado de Energia (EMA) entre 2009 e 2011. Wong fez sua estreia política no eleições gerais de 2011, onde disputou no GRC da Costa Oeste como parte de uma equipe PAP de cinco membros e venceu. Wong posteriormente disputou em Marsiling – Yew Tee GRC nas eleições gerais de 2015 e manteve seu assento parlamentar nas eleições gerais de 2020. Antes da sua nomeação como Ministro das Finanças, Wong serviu como Ministro da Cultura, Comunidade e Juventude entre 2012 e 2015, Segundo Ministro das Comunicações e Informação entre 2014 e 2015, Ministro do Desenvolvimento Nacional entre 2015 e 2020, Segundo Ministro da Finanças entre 2016 e 2021, e Ministro da Educação entre 2020 e 2021.
Wong também foi co-presidente de um comité multiministerial criado pelo governo em Janeiro de 2020 para gerir a pandemia da COVID-19 em Singapura. Como Ministro das Finanças, supervisionou o aumento gradual do Imposto sobre Bens e Serviços (GST) que o governo de Lee tem defendido – 8% em 2023 e 9% em 2024, acima dos 7% que tinham sido estabelecidos desde 2007. Wong assumiu o cargo de vice-primeiro-ministro de Singapura em 13 de junho de 2022, servindo ao lado de Heng Swee Keat. Em 26 de novembro de 2022, Wong foi nomeado para o cargo recém-criado de Secretário-Geral Adjunto do PAP.

### Carreira política

#### Primeiro-ministro de Singapura
Wong posteriormente emergiu como o aparente sucessor de Lee no cargo de primeiro-ministro; o plano inicial deste último de renunciar aos 70 anos foi complicado pela retirada de Heng. Em 15 de abril de 2024, o Gabinete do Primeiro Ministro emitiu um comunicado à imprensa confirmando que Lawrence Wong sucederia Lee Hsien Loong como primeiro-ministro. Wong foi oficialmente empossado em 15 de maio, no Istana. Tornou-se o quarto primeiro-ministro do país, bem como o primeiro a nascer após a independência de Singapura em 1965.